# Beaver (Oregon)
Beaver – jednostka osadnicza w Stanach Zjednoczonych, w stanie Oregon, w hrabstwie Tillamook.